# Sha1sum
sha1sum es un comando de los sistemas Unix que permite identificar la integridad de un fichero mediante la suma de comprobación del hash SHA-1 de un archivo. SHA1SUM es el nombre de un archivo que contiene las cadenas hash en SHA-1 para la posterior comprobación de integridad de una imagen ISO. 
Se suele utilizar para comprobar la integridad de los archivos descargados de Internet.

## Sintaxis
Para calcular el hash en SHA1 de un fichero simplemente se pasa el nombre del fichero como primer argumento
```
$ sha1sum fichero
da39a3ee5e6b4b0d3255bfef95601890afd80709  fichero
```

La salida de sha1sum puede ser guardada en un fichero de texto y usada para verificar la integridad de un fichero. Si tenemos el hash grabado en un fichero fichero.sha1, el siguiente comando comparará el hash SHA1 del fichero fichero con el hash guardado en fichero.sha1
```
$ sha1sum -c fichero.sha1
fichero: OK
```

## Archivo SHA1SUM
Este archivo acompaña las descargas de las imágenes para grabar los CD o DVD de instalación para el sistema operativo Linux Fedora Core.

## Cómo comprobar que la descarga es correcta
Esto es un ejemplo del archivo SHA1SUM distribuido con Fedora Core 6 i386:
```
-----BEGIN PGP SIGNED MESSAGE-----
Hash: SHA1
834fd761b9c0a5dc550d10d97307dac998103a68  FC-6-i386-rescuecd.iso
cc503d99c9d736af9052904a6ab14931b0850078  FC-6-i386-disc1.iso
3051710e6b2f1d17a14ede0ebb74761c29cda954  FC-6-i386-disc2.iso
5357ce21f8766db385b25923216a430b694bca5d  FC-6-i386-disc3.iso
d6133ab5ccf19431c14fd2ad85bce03c9834ef87  FC-6-i386-disc4.iso
6722f95b97e5118fa26bafa5b9f622cc7d49530c  FC-6-i386-DVD.iso
22327af62d6376916e209b0c4934540e14d5664a  FC-6-i386-disc5.iso
-----BEGIN PGP SIGNATURE-----
Version: GnuPG v1.2.6 (GNU/Linux)
iD8DBQFFNo/utEJp0E8qb9IRAsf7AJ9ZqiDlKqJfAh8g5QHyDMmPOzNbTACfbyGw
hB8bkLBT+6ANW6y8iBmlxz8=
=O/Le
-----END PGP SIGNATURE-----
```

Para comprobar que las imágenes descargadas son correctas y no se han grabado mal, se tiene que calcular el hash del archivo y compararla con la cadena de números y letras que hay delante del nombre del archivo iso. Si coincide, la integridad del archivo es correcta.
Cálculo del hash en SHA1 de un archivo:
- En sistemas operativos basados en Unix, utilizar el comando sha1sum.
- En sistemas operativos Windows, utilizar algún programa gratuito como HashTab. Este programa se integra con Windows y al ver propiedades en un archivo aparece una nueva pestaña para calcular el hash del archivo en SHA1 y MD5 y su CRC-32

- Datos: Q1943260